# Jan Zach
Jan Zach (født 13. november 1699 i Čelákovice i Bøhmen - død 24. maj 1773 i Ellwangen i Württemberg) var en komponist, violinist og organist. Han flyttede i 1745 til Tyskland. Hans ofte stemningsfulde musik omfatter kirke- og kammermusik, og er præget af både barok og klassisk tænkning.